# Бучиновићи
Бучиновићи су насељено мјесто у општини Сребреница, Република Српска, БиХ. Према попису становништва из 1991. у насељу је живјело 386 становника.

## Становништво
| Демографија | Демографија | Демографија |
| Година      | Становника  | Становника  |
| ----------- | ----------- | ----------- |
| 1948.       | 225         |             |
| 1953.       | 239         |             |
| 1961.       | 284         |             |
| 1971.       | 317         |             |
| 1981.       | 398         |             |
| 1991.       | 386         |             |
| 2013.       | 222         |             |